# ロステフノロギヤ

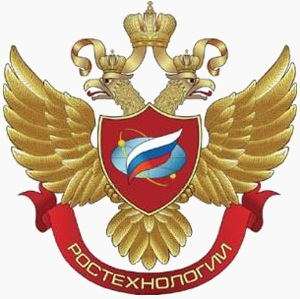
ロステフノロギヤ社章

ロステフノロギヤ（ロシア語: ОАО Ростехнологии）は、かつて存在したロシアの巨大国策企業。2007年に大統領令270に基づいて設立された。ロシア語の発音に従えば「ロステフノロギ」だが、日本国内報道では「ロステフノロギヤ」と呼ばれている。
2008年7月15日にメドベージェフ大統領は、426社のロシア国営企業の国家保有株式をシロヴィキであるセルゲイ・チェメゾフ（ロシア語: Сергей Чемезов）が率いるロステフノロギヤへ売却する大統領令に署名し、武器輸出から乗用車などの民生品の生産まで多岐に渡る巨大企業が誕生した。
ロステフノロギヤは2012年にロステックに改称し、より海外を意識した経営戦略へと転換した。